# Praia do Banco do Cavalinho
A Praia do Banco do Cavalinho, também conhecida por Praia do Cavalinho, é uma praia localizada no concelho de Mafra. Situa-se a 300 metros a norte da Praia da Ribeira d'Ilhas, local frequentado por surfistas de toda a Europa, [carece de fontes?].
A Praia do Banco do Cavalinho, é uma pequena extensão de areia, resguardada das investidas do Oceano por um promontóro rochoso (basalto) que forma uma piscina natural habitada na maré alta por diversas espécies piscículas (Sargo, Robalo, Polvo, Caboz, Faneca, etc.). No entanto cada vez menos vulgares.
Na maré baixa, a "piscina" tem na sua profundidade máxima cerca de 2,00 metros, e expõe algas (golfo) que na maré alta se escondem devido à altura das águas.
O clima desta pequena praia é ameno proporcionando aos seus frequentadores horas de praia até tarde (cerca das 20,30 de Junho a Setembro), com vento predominante de NW. No entanto a  sua dimensão não permite mais de 10 pessoas no local. A MARE CHEIA a areia fica reduzida a pequenas ilhas.
O acesso é feito pelas ribas, bastante difícil, sendo obrigatório o uso de calçado bastante confortável mas aderente devido à terra que se solta ao caminharmos. Todos os anos se soltam rochas e porções de terra que jurram em direcção à praia, mas há sempre alguém construi ou repara os acessos. No entanto existem todos os anos registos de acidentes.